# كلايف سكوت
كلايف سكوت (بالإنجليزية: Clive Scott)‏ هو ملحن وكاتب أغاني بريطاني، ولد في 1944، وتوفي في 10 مايو 2009 بسبب سكتة.

## وصلات خارجية
- كلايف سكوت على موقع أرشيف الشارخ.
- كلايف سكوت على موقع IMDb (الإنجليزية)
- كلايف سكوت على موقع ميوزك برينز (الإنجليزية)
- كلايف سكوت على موقع ديسكوغز (الإنجليزية)